# Лука Бојовић
Лука Бојовић (Београд, 7. октобар 1973) српски је бизнисмен и осуђивани криминалац.

## Биографија
Син је Анђелке (проректора Универзитета Уметности и професора на Факултету Ликовних Уметности) и Вука Бојовића, вајара и директора Београдског зоолошког врта.
Некадашњи је припадник Српске добровољачке гарде, сарадник Жељка Ражнатовића Аркана. Такође је био припадник српских криминогених група.
Од септембра 2010. године се налази на потерници српске полиције која га терети за организовање неколико убистава. Након потернице српске полиције, нашао се и на потерници Интерпола. Ухапшен је у Шпанији 9. фебруара 2012. године.
Прва пуцњава за коју се везује била је током деведесетих година у дискотеци „Трезор“. Године 1998. је правоснажно осуђен на 3 месеца затвора због напада на полицајца. Међутим, казну није служио пошто је тадашњи председник Милан Милутиновић донео одлуку о његовом помиловању. Полиција Србије га је ухапсила 22. септембра 2007. године под сумњом да је скривао припаднике „Земунског клана“. Међутим, оптужен је само због незаконитог поседовања оружја и фалсификовања докумената. За ово дело осуђен је 2009. године на 15 месеци затвора, али је пуштен да се брани са слободе.
Тужилаштво за организовани криминал које је подигло оптужницу против Бојовића 2010. године наводи да је он стао на чело „Земунског клана“ након убиства Душана Спасојевића и Милета Луковића који су до тада били вође овога клана. Према наводима тужилаштва, своју моћ је учврстио након хапшења Милорада Улемека Легије. Тужилаштво је оптужило Бојовића за убиство Бранка Јефтовића Јорге 2004. године, као и за покушај убиства Андрије Драшковића и Зорана Недовића Шока, при чему су погинули њихови телохранитељи Дејан Живанчевић и Милутин Јовичић. Тужилаштво наводи да је Бојовић поменуте кривио за убиство свог пријатеља Жељка Ражнатовића Аркана. Са овим злочинима Луку Бојовића је повезао Сретко Калинић.
Супруга му је Барбара, ћерка Петра Бороте. Имају троје деце.